# Islambek Albijev
Islambek Saidcilimovič Albijev (* 28. prosince 1988) je ruský zápasník – klasik čečenské národnosti, olympijský vítěz z roku 2008.

## Sportovní kariéra
Zápasení se věnoval od roku 2000 v ingušském Surchachi, kde jeho rodina našla azyl v době druhá čečenské války. Od roku 2003 žil s rodinou v obci Alchančurt nedaleko Grozného. Jeho trenér Umalt Tavbulatov ho záhy poslal do Moskvy k trenéru Alexeji Iršinskému, pod jehož vedením se specializoval na řecko-římský (klasický) styl. V ruské mužské reprezentaci se pohyboval od roku 2006 ve váze do 60 kg. V roce 2008 uspěl v ruské olympijské nominaci pro start na olympijských hrách v Pekingu. Do Pekingu přijel velmi dobře připraven, v turnaji neztratil se svými soupeři jediný technický bod a získal zlatou olympijskou medaili.
Od roku 2010 startoval ve vyšší váze do 66 kg, ve které se v roce 2012 na olympijské hry v Londýně nekvalifikoval. V olympijské kvalifikaci v roce 2016 vybojoval kvalifikační kvótu pro Ruskou federaci jeho rival Arťom Surkov. V ruské olympijské nominaci však potvrdil pozici reprezentační jedničky a startoval na olympijských hrách v Riu. Roli favorita však nezvládl a prohrál ve druhém kole s Ázerbájdžáncem Rasulem Čunajevem těsně 2:3 na technické body.

## Výsledky
| Turnaj             | 2005 | 2006 | 2007 | 2008 | 2009 | 2010 | 2011 | 2012 | 2013 | 2014 | 2015 | 2016 |
| Turnaj             | 17   | 18   | 19   | 20   | 21   | 22   | 23   | 24   | 25   | 26   | 27   | 28   |
| Turnaj             | -60  | -60  | -60  | -60  | -60  | -66  | -66  | -66  | -66  | -66  | -66  | -66  |
| ------------------ | ---- | ---- | ---- | ---- | ---- | ---- | ---- | ---- | ---- | ---- | ---- | ---- |
| Olympijské hry     |      |      |      | 1.   |      |      |      | —    |      |      |      | úč.  |
| Mistrovství světa  | —    | —    | úč.  |      | 1.   | —    | —    |      | 2.   | —    | —    |      |
| Evropské hry       |      |      |      |      |      |      |      |      |      |      | —    |      |
| Mistrovství Evropy | —    | —    | úč.  | —    | 1.   | —    | —    | 3.   | —    | —    | —    | 1.   |
| Univerziáda        | —    |      |      |      |      |      |      |      | 2.   |      |      |      |
| MS juniorů         | —    | 1.   | —    | —    |      |      |      |      |      |      |      |      |
| ME dorostenců      | 1.   |      |      |      |      |      |      |      |      |      |      |      |